# Jean-Frédéric Morency
Pour les articles homonymes, voir Morency.
Jean-Frédéric Morency, né le 30 mai 1989 à Paris, est un joueur français de basket-ball. Il évolue au poste d'ailier.

## Biographie
Formé à Pau-Lacq-Orthez, il resigne pour deux ans en mai 2012.
À la fin de la saison 2013-2014, pisté par Le Mans et Strasbourg, il signe pour deux ans à Gravelines-Dunkerque, convaincu par le projet du club.
En juin 2016, Morency, un peu décevant à Gravelines-Dunkerque, rejoint Nanterre 92 avec un contrat sur deux saisons.
Le 16 juin 2017, il s'engage avec le Limoges CSP.
En septembre 2021, Morency rejoint le SLUC Nancy en tant que pigiste médical pour pallier l'absence sur blessure de Charles Nkaloulou.

### Équipe de France
Le 6 mai 2014, il fait partie de la liste des seize joueurs pré-sélectionnés pour l'équipe de France A' pour effectuer une tournée en Chine et en Italie durant le mois de juin.

### Vie personnelle
Il est le fils d'un père martiniquais, Jean-Yves, ancien handballeur en Martinique, le frère de Cyril Morency, handballeur, et de Romuald Morency, basketteur professionnel.

## Palmarès
- Champion de France de Pro B 2010
- Vainqueur de la Coupe de France 2017 avec Nanterre 92
- Vainqueur de la Coupe d'Europe FIBA 2016-2017 avec Nanterre 92